# Appilly
Appilly är en kommun i departementet Oise i regionen Hauts-de-France i norra Frankrike. Kommunen ligger i kantonen Noyon som tillhör arrondissementet Compiègne. År 2022 hade Appilly 505 invånare.

## Befolkningsutveckling
Antalet invånare i kommunen Appilly
| Referens: INSEE |